# Teracotona pitmanni
Teracotona pitmanni är en fjärilsart som beskrevs av Rothschild 1933. Teracotona pitmanni ingår i släktet Teracotona och familjen björnspinnare. Inga underarter finns listade i Catalogue of Life.